# Championnats de Djibouti de cyclisme sur route
Les championnats de Djibouti de cyclisme sur route sont les championnats nationaux de cyclisme sur route organisés par la Fédération de Djibouti de cyclisme.

## Hommes

### Podiums de la course en ligne
| Année | Vainqueur       | Deuxième     | Troisième  |
| ----- | --------------- | ------------ | ---------- |
| 2013  | Alain Gourvénec | Mourad Ahmed | Cherwa Ali |